# Ian MacKaye
Pour les articles homonymes, voir MacKaye.
Ian Thomas Garner MacKaye, né le 16 avril 1962, est un chanteur et guitariste américain. Actif depuis 1979 MacKaye est surtout connu pour sa participation dans les très influents groupes de punk rock Minor Threat et Fugazi. Il est également connu pour sa participation dans le groupe Embrace et le duo The Evens.
Il est le fondateur et propriétaire de Dischord Records, un label indépendant basé à Washington
MacKaye a été une figure majeure dans le développement du punk hardcore et a été un promoteur enthousiaste de l'éthique Do it yourself (fais-le toi-même). MacKaye a aussi travaillé en tant qu'ingénieur du son et a produit des albums des groupes 7 Seconds, Nation of Ulysses, Bikini Kill, Rites of Spring, Dag Nasty et Rollins Band. Avec son groupe Minor Threat, il est crédité comme étant le créateur du terme straight edge, bien qu'il ait déclaré à plusieurs reprises[citation nécessaire] qu'il n'était pas dans son intention d'en faire un mouvement.

## Biographie

### Jeunesse
Ian MacKaye est né à Washington le 16 avril 1962, et a grandi dans le quartier de Glover Park. Son père était rédacteur pour le Washington Post, d'abord comme journaliste de la Maison-Blanche, puis comme un expert en religion; MacKaye senior reste actif au sein de la progressiste Église Épiscopale de St. Stephen. Selon l'ami de longue date de MacKaye, le chanteur Henry Rollins, les parents de MacKaye « ont élevé leurs enfants dans une atmosphère tolérante, super intellectuelle et ouverte. »
MacKaye a écouté beaucoup de types de musique, mais s'est particulièrement intéressé au début au hard rock populaire représenté par des groupes comme Ted Nugent et Queen. Ensuite, il découvrit la musique punk en 1979 lorsqu'il vit The Cramps dans un concert près de l'université de Georgetown. Il a été particulièrement influencé par la scène hardcore de Californie. MacKaye s'intéressait à des groupes de hardcore tels que Bad Brains et Black Flag et a été ami d'enfance avec le chanteur de ce dernier groupe, Henry Garfield qui plus tard changea son nom en Henry Rollins.

### Premiers groupes
Le premier groupe de Ian MacKaye était The Slinkees qui donna un concert en 1979 où le groupe joua la chanson I Drink Milk. Le groupe enregistra aussi deux cassettes de démo de reprises de même que des chansons qui plus tard seraient enregistrées avec The Teen Idles, groupe où MacKaye a joué la  basse et les deuxièmes voix entre 1981 et 1982.
Alec MacKaye, frère de Ian MacKaye, a aussi été membre de plusieurs groupes remarquables.

### Minor Threat
Sentant sa créativité limitée au sein de The Teen Idles, MacKaye s'était décidé à devenir le leader et parolier de Minor Threat (1980-1983). MacKaye a cité les performances dynamiques du chanteur britannique Joe Cocker, notamment dans le film Woodstock, comme une influence majeure sur son propre personnage sur scène.
Bien que The Teen Idles et Minor Threat ne bénéficièrent que d'un succès modeste à Washington et dans les alentours, ils furent reconnus plus tard comme deux des premiers et plus influents groupes de punk hardcore. Ils furent également les pionniers de la philosophie straight edge, qui rejette l'alcool, les drogues illicites et le sexe insouciant. Dans ses premières années d'adolescence, MacKaye fut témoin des effets néfastes de l'abus d'alcool et de drogue chez plusieurs amis proches, de même que chez un membre de sa famille. Il se jura alors de ne jamais consommer du tabac, des drogues ou de l'alcool.
Après la rupture de Minor Threat, MacKaye participa à plusieurs groupes à l'existence éphémère, dont Embrace (1985-1986), Egg Hunt (1986) et Pailhead (1988), dont MacKaye était le vocaliste et qu'il créa en collaboration avec Al Jourgensen du groupe de rock industriel Ministry.

### Fugazi
En 1987, il fonde Fugazi , groupe post-punk / emo / rock avec Brendan Canty et Guy Picciotto. Le groupe a publié 7 albums.
Il a également joué dans le groupe Skewbald.